# دوني ستون
دوني ستون (بالإنجليزية: Donnie Stone)‏ هو لاعب كرة قدم أمريكية أمريكي، ولد في 5 يناير 1937 في سيوكس سيتي في الولايات المتحدة.

## وصلات خارجية
- دوني ستون على موقع مرجع كرة القدم المحترفة.كوم (الإنجليزية)